# Trichiina

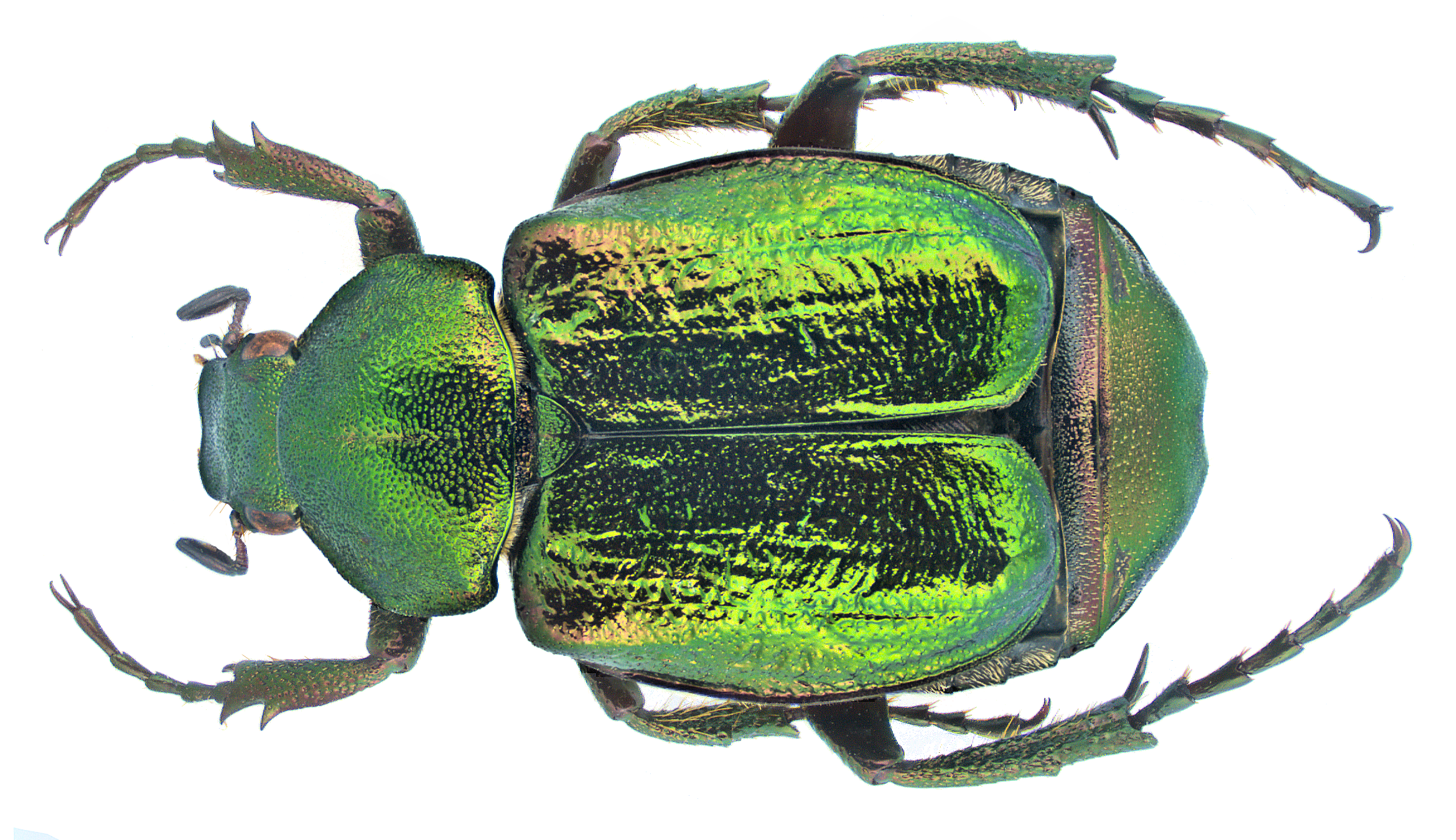
Zacnik zdobny

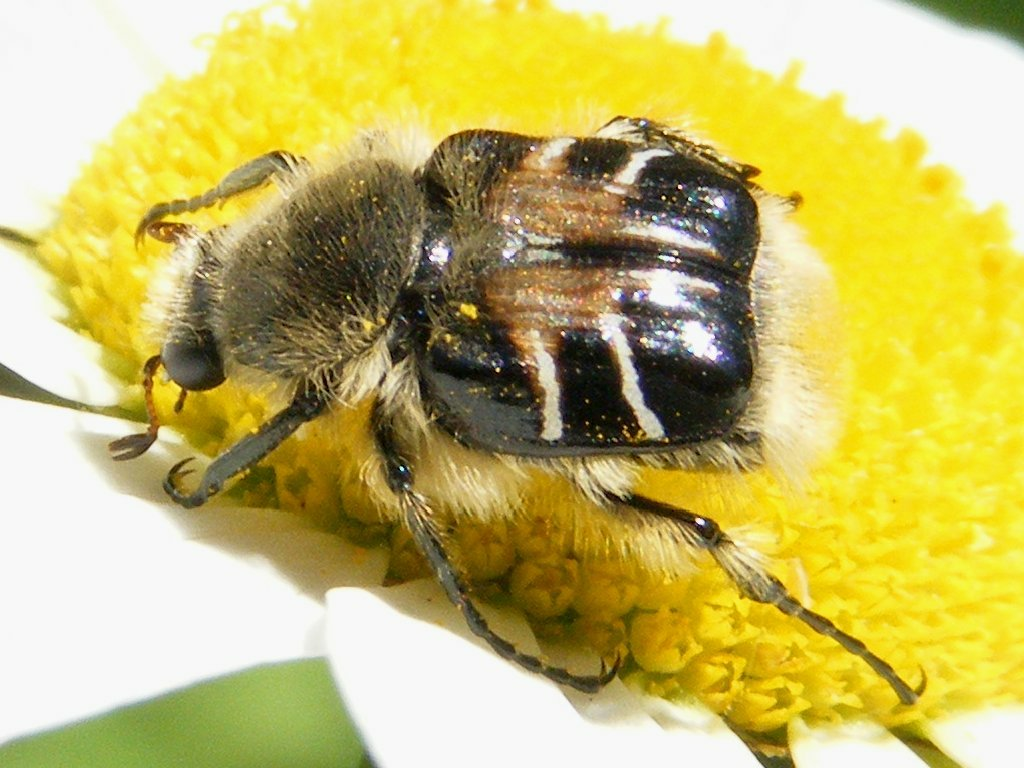
Trichiotinus affinis

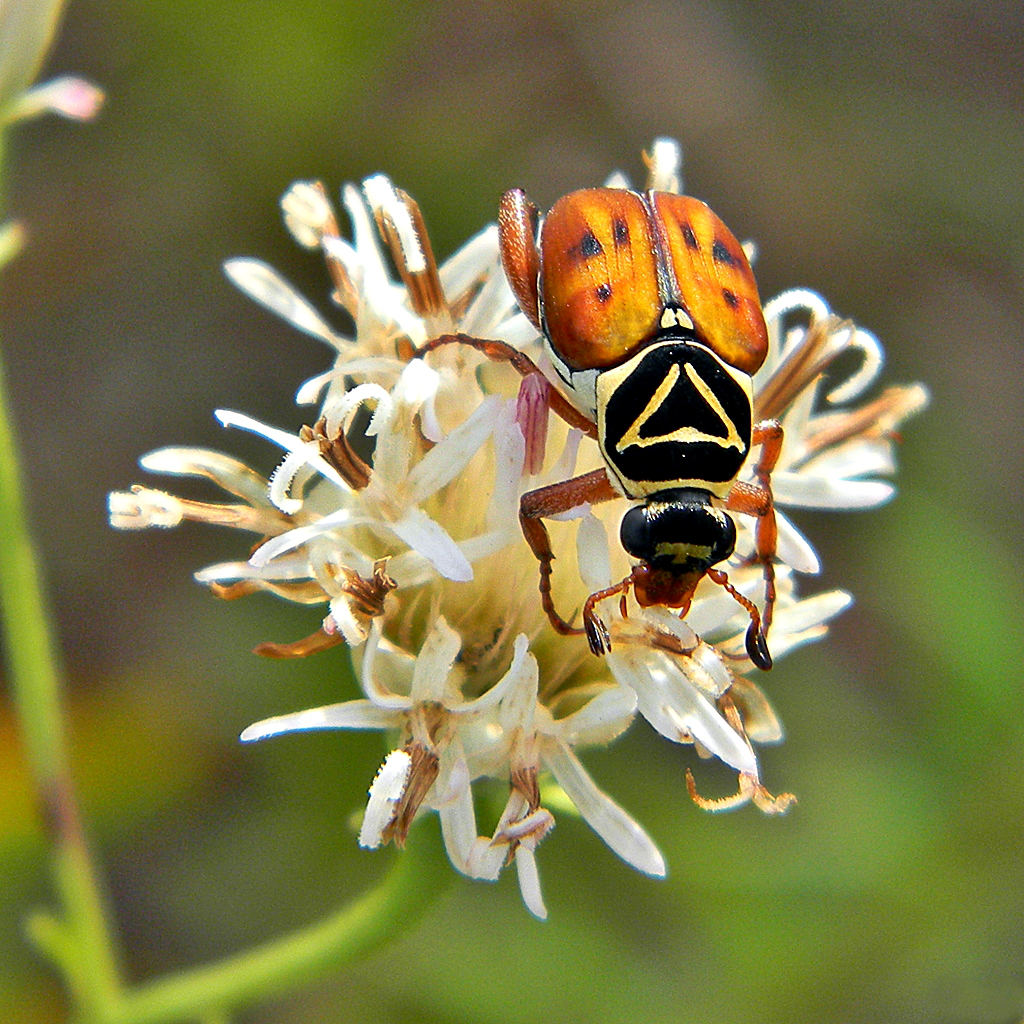
Trigonopeltastes delta

Trichiina – podplemię chrząszczy z rodziny poświętnikowatych, podrodziny kruszczycowatych i plemienia Trichiini. Występują we wszystkich krainach zoogeograficznych oprócz australijskiej i madagaskarskiej. W zapisie kopalnym znane od miocenu.

## Morfologia
Chrząszcze o ciele długości od 8 do 15 mm, rzadko większe. Obrys ciała jest owalny lub wydłużony, zwykle lekko rozszerzony w tyle. Ubarwienie bywa różne: jednolicie brązowe lub czarne, dwubarwne, nakrapiane, prążkowane lub metaliczne. Powierzchnia oskórka może być owłosiona lub naga.
Czułki buduje dziesięć członów, z których trzy ostatnie formują buławkę. Miejsca osadzenia czułków widoczne są patrząc od góry. Żuwaczki są zawsze słabo zesklerotyzowane. Szczęki mają zwykle pędzelkowate żuwki zewnętrzne.
Przedplecze jest węższe od pokryw i może być równomiernie wysklepione lub lekko wklęśnięte wzdłuż linii środkowej. Epimeryty śródtułowia zwykle nie są widoczne w widoku grzbietowym. Odnóża są stosunkowo długie i smukłe, o stopach zwieńczonych nierozszczepionymi pazurkami. Odnóża przedniej pary mają stożkowate, sterczące biodra i zaopatrzone w od jednego do trzech ząbków (u gatunków środkowoeuropejskich w dwa) golenie.
Odwłok jest krótki i ma funkcjonalne przetchlinki na segmentach od pierwszego do siódmego. Pygidium jest duże, dobrze widoczne.

## Ekologia i występowanie
Larwy przechodzą rozwój w próchniejącym drewnie (kariofagi) i w korzeniach drzew liściastych. Imagines żerują na kwiatach.
Podplemię to rozprzestrzenione jest w większości krain zoogeograficznych, ale brak go w krainie australijskiej i na Madagaskarze. W Polsce stwierdzono występowanie pięciu gatunków, z których trzy umieszczone są na Czerwonej liście zwierząt ginących i zagrożonych w Polsce: Trichius sexualis, orszoł paskowany, zacnik kropkowany.

## Taksonomia i ewolucja
Takson ten wprowadził w 1821 roku John Fleming. Zalicza się do niego 40 rodzajów:
- Agnorimus Miyake & Iwase, 1991
- Apeltastes Howden, 1968
- Brachagenius Kraatz, 1890
- Calometopidius Bourgoin, 1917
- Calometopus Blanchard, 1850
- Campulipus Kirby, 1827
- Chaetodermina Heller, 1921
- Clastocnemis Burmeister & Schaum, 1840
- Corynotrichius Kolbe, 1892
- Dialithus Parry, 1849
- Diploa Kolbe, 1892
- Diploeida Péringuey, 1907
- Elpidus Péringuey, 1907
- Endoxazus Kolbe, 1892
- Epitrichius Tagawa, 1941
- Eriopeltastes Burmeister & Schaum, 1840
- Giesbertiolus Howden, 1988
- Glaphyronyx Moser, 1924
- Gnorimella Casey, 1915
- Gnorimotrichius Krajčík, 2009
- Gnorimus Lepeletier & Audinet-Serville, 1828 – zacnik
- Incala J. Thomson, 1858
- Indognorimus Krikken, 2009
- Indotrichius Krikken, 2009
- Lasiotrichius Reitter, 1899
- Liotrichius Kolbe, 1892
- Myodermides Ruter, 1964
- Myodermum Burmeister & Schaum, 1840
- Paragnorimus Becker, 1910
- Paratrichius Janson, 1881
- Pileotrichius Bourgoin, 1921
- Polyplastus Janson, 1888
- Stegopterus Burmeister & Schaum, 1840
- Stripsipher Gory & Percheron, 1833
- Tibiotrichius Miyake, 1994
- Trichiomorphus Bourgoin, 1919
- Trichiotinus Casey, 1915
- Trichius Fabricius, 1787 – orszoł
- Trigonopeltastes Burmeister & Schaum, 1840
- Xiphoscelidus Péringey, 1907

W zapisie kopalnym Trichiina znane są od miocenu. Z epoki tej pochodzą skamieniałości Trichius amoenus, Trichius lugubris, Trichius rotundatus, Trichius unifasciatus oraz Gnorimus aedilis.